# نادي الأمل الرياضي
نادي الأمل الرياضي هو نادي كرة قدم نسائي سعودي محترف من الطائف تأسس عام 2018.

## التاريخ
تأسس نادي الأمل عام 2018م، وهو أول نادي نسائي تم تأسيسه في الطائف.
وفي عام 2020، وبينما كان الفريق يستعد للمشاركة في المسابقة المجتمعية الافتتاحية، تم الإعلان عن التجارب والتسجيل لتقديم فرصة لاكتشاف المواهب، مفتوحة للجميع من هذه النقطة فصاعدًا. وتأتي هذه المبادرة بعد مشاركة الفريق السابقة في دوري جامعة الطائف، حيث حصلوا بفخر على الميدالية الفضية.
شارك الأمل في دوري الدرجة الأولى السعودي للسيدات الأول، واحتل المركز الثالث. وعلى الرغم من حصوله على أربع نقاط من أربع مباريات، إلا أن أداءه لم يؤهله للأدوار النهائية، مما أدى إلى إقصائه. تم تصنيفه ضمن أفضل 8 فرق مؤهلة في الدرجة الأولى، وضمن الفريق التأهل لكأس الاتحاد السعودي للسيدات الافتتاحية. في هذه البطولة، واجهوا فريق النصر السعودي القوي، الذي هزمهم بشكل مقنع بنتيجة 9-0.
في موسم 2023-24، ظهر الفريق للمرة الثانية في دوري الدرجة الأولى. وتحسبًا للتحديات الجديدة، قاموا بتعيين المدرب الجزائري راضية فرتول لقيادة الفريق. بالإضافة إلى ذلك، قاموا بتأمين التعاقدات مع خمسة لاعبين جزائريين دوليين لتعزيز فريقهم وتعزيز فرصهم في تأمين الصعود. بعد وضعه في المجموعة الخامسة، حصل الفريق على المركز الأول بفوزه في 7 من أصل 8 مباريات وتسجيل ما مجموعه 73 هدفًا. أكسبهم هذا الانتصار التأهل للمراحل النهائية من الدوري. وبقيت دون هزيمة في مرحلة المجموعات بالجولة النهائية، وتقدموا إلى الدور نصف النهائي. بعد هزيمة 0-3 أمام العلا، شارك الفريق في مباراة تحديد المركز الثالث، وخرج منتصراً وبالتالي ضمن صعوده الأول إلى الدوري الممتاز، ليكون أول نادٍ من الطائف يفعل ذلك.

## الموظفين الحاليين
آخر تحديث 13 مارس 2024
.
| المنصب       | الاسم           |
| ------------ | --------------- |
| المدرب       | راضية فرتول     |
| مساعد المدرب | حكيمة بوستة     |
| مدرب الحراس  | بنعودة بن خرفيا |

## وصلات خارجية
- الأمل على Kooora.com
- الأمل على إكس (منصة تواصل)
- الأمل على إنستغرام